# Brisingaster
Brisingaster is een geslacht van zeesterren uit de familie Brisingidae. De wetenschappelijke naam van het geslacht werd voor het eerst voorgesteld in 1883 door Perceval de Loriol.

## Soort
- Brisingaster robillardi de Loriol, 1883